# Mare de Déu dels Àngels (Pere Serra)
La Mare de Déu dels Àngels és una pintura al tremp sobre taula obra de Pere Serra datada cap al 1385.
És la taula central (195,8 × 131 × 11 cm) que, junt amb els dos cossos de predel·la amb sants (que en el seu dia devien flanquejar un sagrari), són les úniques parts conservades d'un retaule. Està dedicat a la Mare de Déu i va ser encarregada probablement pel notari Bernat Macip per a una de les capelles de la girola de la catedral de Tortosa, des d'on va passar al convent de Santa Clara de Tortosa. El compartiment de la Verge amb l'Infant envoltada d'àngels músics és una versió de gran delicadesa i refinament d'un tipus iconogràfic que va gaudir d'una fortuna immensa a l'època.

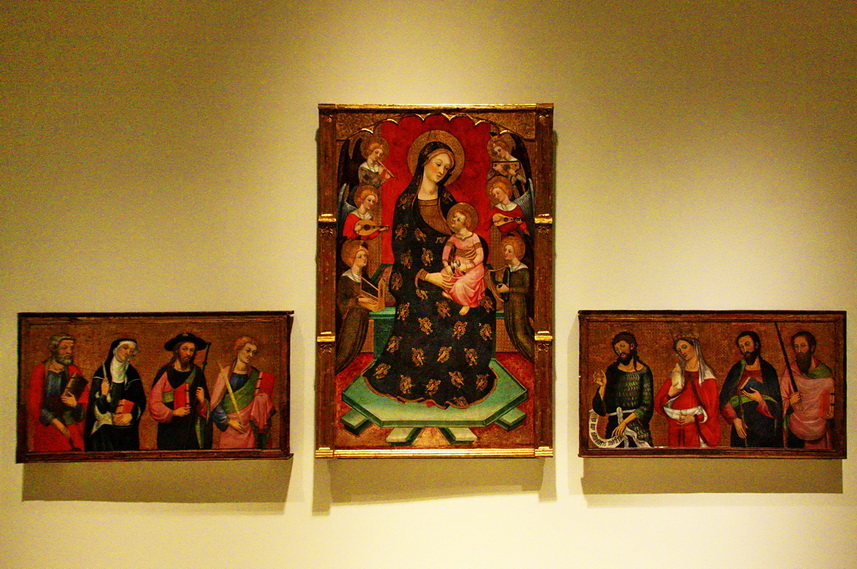
La taula central i les seccions laterals al MNAC.

Pere Serra, l'autor del retaule, va pertànyer a una família de pintors que van acabar encapçalant la pintura catalana de la segona meitat del segle xiv.
Al MNAC es conserven també les dues seccions laterals de la predel·la. Les tres taules procedeixen de la catedral de Tortosa (Baix Ebre) i varen ser adquirides pel Museu el 1932 provinent de la col·lecció Plandiura. A les taules laterals es mostren les figures de quatre sants a cadascuna. A l'esquerra: sant Pere, santa Clara, sant Jaume el Major i sant Joan Evangelista; a la dreta: sant Joan Baptista, Maria Magdalena, sant Jaume el Menor i sant Pau apòstol.